# Cara Buono
Cara Buono, née le 1er mars 1971 dans le Bronx, New York (États-Unis)., est une actrice, réalisatrice, productrice et scénariste américaine.
Elle est surtout connue grâce aux séries New York 911, où elle incarne la secouriste Grace Foster et Les Soprano où elle incarne la femme de Christopher Moltisanti.
Plus récemment, elle est apparue dans les séries Mad Men et Stranger Things.

## Biographie
Cara Buono est née le 1er mars 1971 dans le Bronx, New York (États-Unis). Ses parents sont Antony et Rosemary Buono.
En 1995, elle sort diplômée des sciences anglaises et des sciences politiques de l'université Columbia.

### Vie privée
Elle est mariée depuis 2008 à Peter Thum. Ils ont une fille, Esme, née en 2013.

## Carrière
En 1991, sa carrière prend un tournant en obtenant le premier rôle d'un épisode de la série CBS Schoolbreak Special, où elle incarne une adolescente victime d'inceste.
L'année suivante, elle débute au cinéma dans Gladiateurs, où elle incarne la petite amie d'un des deux personnages principaux et dans Waterland, avec Jeremy Irons et Ethan Hawke.
En 1994, elle est présente dans Deux Cow-boys à New York, où elle incarne une Cubaine retenue prisonnière par les membres d'une filière d'atelier clandestin. L'année suivante, elle est présente dans le film indépendant Kicking and Screaming.
En 1997, elle écrit et réalise le court métrage Baggage produit par Jason Blum et Ed Vassallo et mettant en scène Liev Schreiber et Minnie Driver.
En 1999, elle tourne dans les films Chutney Popcorn et Two Ninas, dont elle est aussi la productrice associée. L'année suivante, elle tourne pour la deuxième fois sous la direction de Brad Anderson dans Happy Accidents. Elle écrit avec ce dernier un court métrage en 2001 : When the Cat's Away.
En 2003, elle incarne la mère biologique du héros principal dans Hulk d'Ang Lee.
De 2004 à 2005, elle joue dans New York 911, où elle incarne l'ambulancière Grace Foster de la fin de la cinquième saison jusqu'à la sixième et dernière saison. À la suite de cela, elle rejoint le casting de la série Les Soprano, où elle interprète Kelli Moltisanti, femme de Christopher Moltisanti, incarné par Michael Imperioli, durant quelques épisodes.
En 2007, elle est présente dans Dead Zone, où elle interprète Anna Turner, la nouvelle shérif dans la dernière saison.
En 2009, elle joue dans les séries Urgences et NCIS : Enquêtes spéciales. L'année suivante, elle fait son retour au cinéma dans Laisse-moi entrer de Matt Reeves.
En 2013, elle obtient des rôles à la télévision dans Castle et The Good Wife. L'année d'après, elle tourne dans le film Couple modèle de Peter Askin, ainsi que dans plusieurs séries : Elementary, The Carrie Diaries et Person of Interest (pendant plusieurs épisodes).
En 2016, elle obtient un rôle secondaire dans Stranger Things, elle y incarne Karen Wheeler, la mère de Nancy (Natalia Dyer) et Mike Wheeler (Finn Wolfhard). La série s'achève le 1er janvier 2026 après cinq saisons, dont la dernière séparée en trois parties.
De 2019 à 2021, elle décroche un rôle récurrent dans Supergirl.
En 2022, elle joue dans la mini-série The Girl from Plainville avec Elle Fanning.

### Divers
Elle a aussi couru le Marathon de New York en 1998, 1999 et 2005. Elle devait participer au marathon de 2006, mais dut déclarer forfait à cause d'une blessure.

## Filmographie

### Cinéma
- 1992 : Gladiateurs (Gladiator) de Rowdy Herrington : Dawn
- 1992 : Waterland de Stephen Gyllenhaal : Jody Dobson
- 1994 : Deux cow-boys à New York (The Cowboy Way) de Gregg Champion (en) : Teresa Salazar
- 1995 : Kicking and Screaming de Noah Baumbach : Kate
- 1996 : Killer : Journal d'un assassin (Killer : A Journal of Murder) de Tim Metcalfe : Esther Lesser
- 1997 : Made Men de Don Close : Toni-Ann Antonelli
- 1998 : Et plus si affinités (Next Stop Wonderland) de Brad Anderson : Julie
- 1998 : Lulu on the Bridge de Paul Auster : Molly[3]
- 1998 : River Red d'Eric Drilling : Rachel
- 1999 : Man of the Century d'Adam Abraham : Virginia Clemens
- 1999 : Two Ninas de Neil Turitz : Nina Cohen
- 1999 : Chutney Popcorn de Nisha Ganatra : Janis
- 2000 : Happy Accidents de Brad Anderson : Bette
- 2000 : Attention Shoppers de Philip Charles MacKenzie (en) : Claire Suarez
- 2003 : Hulk d'Ang Lee : Edith Banner
- 2004 : From Other Worlds de Barry Strugatz (en) : Joanne Schwartzbaum
- 2006 : Beer League de Frank Sebastiano : Linda Salvo
- 2007 : Cthulhu de Dan Gildark : Dannie
- 2010 : Laisse-moi entrer (Let Me In) de Matt Reeves : La mère d'Owen
- 2011 : The Discoverers (en) de Justin Schwarz : Nell
- 2014 : Couple modèle (A Good Marriage) de Peter Askin : Betty Pike
- 2015 : La Face cachée de Margo (Paper Towns) de Jake Schreier : Mme Jacobsen
- 2015 : Emily & Tim (en) d'Eric Weber et Sean Devaney : Emily Hanratty
- 2017 : All Saints (en) de Steve Gomer (en) : Aimee Spurlock
- 2017 : Monsters and Men (en) de Reinaldo Marcus Green : Stacey

#### Courts métrages
- 1993 : A Dog Race In Alaska de Bart Freundlich
- 2010 : Betrayed de Joshua Grossberg : Amy Waite
- 2010 : Stuff de Frank Sisti Jr. : Madeline

### Télévision

#### Séries télévisées
- 1989 : Dream Street (en) : Joann
- 1991 : CBS Schoolbreak Special : Abby Morris
- 1992 : Les Ailes du destin (I'll Fly Away) : Diane
- 1993 : Tribeca (en) : Rose Polito
- 1995 : Le célibataire (en) (The Single Guy) : Christie
- 1996 : New York Undercover : Connie
- 1996 / 1998 / 2007 : New York, police judiciaire (Law and Order) : Shelly Taggert / Alice Simonelli / Shannon
- 2001 : Associées pour la loi (Family Law) : Carly Hanson
- 2002 : New York, section criminelle (Law and Order : Criminal Intent) : Charlotte Fielding
- 2002 : Les Experts (CSI : Crime Scene Investigation) : Tracy Logan
- 2003 : Miss Match : Michelle Schiff
- 2003 : Queens Supreme (en) : Bettina Martinelli
- 2004 - 2005 : New York 911 (Third Watch) : Grace Foster
- 2006 - 2007 : Les Soprano (The Sopranos) : Kelli Lombardo Moltisanti
- 2007 : Dead Zone : Shérif Anna Turner
- 2008 : New York, unité spéciale (Law and Order : Special Victims Unit) : Rachel Zelinsky
- 2009 : Urgences (ER) : Lisa Salamunovich
- 2009 : NCIS : Enquêtes spéciales (NCIS) : Commandant Sarah Resnik
- 2010 : Mad Men : Dr Faye Miller
- 2011 : Brothers and Sisters : Rose
- 2011 : Hawaii 5-0 : Agent Allison Marsh
- 2011 : A Gifted Man : Carol Gordan
- 2013 : Castle : Siobhan O'Doul
- 2013 : The Good Wife : Charlene Peterson
- 2014 : Elementary : Sarah Cushing
- 2014 : The Carrie Diaries : Penny
- 2014 - 2015 : Person of Interest : Martine Rousseau
- 2015 : Les Mystères de Laura (The Mysteries of Laura) : Julia Davis
- 2016 - 2022 : Stranger Things : Karen Wheeler
- 2017 : Blacklist : Redemption : Anna Copeland
- 2017 : Bull : Amaya Andrews
- 2018 : The Romanoffs : Debbie Newman
- 2019 : God Friended Me : Karen
- 2019 - 2021 : Supergirl : Gamemnae / Gemma Cooper
- 2022 : The Girl from Plainville : Gail Carter
- 2024 : New York, police judiciaire : Lisa Dumont

#### Téléfilms
- 1993 : La Vérité à tout prix (Victim of Love : The Shannon Mohr Story) de John Cosgrove : Tracey Lien
- 1999 : Deep in My Heart (en) d'Anita W. Addison : Gerry Cummins jeune
- 1999 : In a Class of His Own (en) de Robert Munic (en) : Sherry Donato
- 2008 : The Unquiet de Bill Corcoran (en) : Julie Bishop
- 2012 : L'Intouchable Drew Peterson (Forget Me Never) de Mikael Salomon : Kathleen Savio
- 2018 : The Bad Seed (en) de Rob Lowe : Angela

### Jeu vidéo
- 2002 : Mafia : The City of Lost Heaven : Sarah (voix)

## Voix françaises

### En France
| - Barbara Beretta dans (les séries télévisées) : - New York 911 (2e voix) - Les Soprano - Dead Zone - NCIS : Enquêtes spéciales - Mad Men - Brothers and Sisters - Castle - The Good Wife - Elementary - Person of Interest - Blacklist: Redemption - Bull - The Romanoffs | - Sybille Tureau dans : - A Gifted Man (série télévisée) - L'Intouchable Drew Peterson (téléfilm) - Delphine Braillon dans (les séries télévisées) : - Stranger Things - Supergirl Et aussi - Séverine Morisot dans Gladiateurs - Brigitte Aubry dans La Vérité à tout prix (téléfilm) - Michèle Buzynski dans Deux Cow-boys à New York - Géraldine Giraud (*1968 - 2004) dans New York 911 (série télévisée, 1re voix) |

## Théâtre
- The Tenth Man, pièce de Paddy Chayefsky, mis en scène par Ulu Grosbard et jouée au Vivian Beaumont Theatre (10 décembre 1989 - 14 janvier 1990) : Evelyn Foreman[5]
- Some Americans Abroad, pièce de Richard Nelson (en), mis en scène par Roger Michell et jouée au Vivian Beaumont Theatre (2 mai 1990 - 17 juin 1990) : Katie Taylor[5]
- The Rose Tattoo, pièce de Tennessee Williams, mis en scène par Robert Falls (en) au Circle in the Square Theatre (30 avril 1995 - 2 juillet 1995) : Rosa Delle Rose[5]
- Good Thing, pièce joué au Théâtre St. Clements à New York (16 décembre 2001 - 6 janvier 2002) : Mary[6],[7]